# Marta Puda
Marta Puda (Będzin, 13 de janeiro de 1991) é uma esgrimista polaca que atua no sabre. Incluída no esporte aos doze anos, ela integrou sua equipe nacional no evento por equipes dos Jogos Olímpicos do Rio de Janeiro.

## Carreira
Marta Puda começou a praticar o esporte em sua cidade natal, aos doze anos. Na escola, ela foi incentivada a participar de uma sessão de treinamento de um de seus professores de esportes. O professor também era treinador de esgrima.

### Jogos Olímpicos
Puda participou dos Jogos Olímpicos de Verão de 2016, no Rio de Janeiro. Na ocasião, integrou a equipe nacional da Polónia juntamente com Malgorzata Kozaczuk, Bogna Jóźwiak e Aleksandra Socha. As polacas não conseguiram avançar da primeira fase, quando foram derrotadas pelas estadunidenses por apenas dois pontos. Puda, no entanto, não disputou esta partida. Na disputa pelas colocações, a equipe superou a fase classificatória vencendo as mexicanas com uma contribuição de quinze pontos de Puda; contudo, a Polônia foi derrotada pela Coreia do Sul e finalizou o evento de equipes na sexta posição.

### Campeonatos Europeus
Puda conquistou sua primeira medalha continental na edição de 2018, realizada em Novi Sad. Na ocasião, ela conseguiu uma vitória sobre a grega Theodora Gkountoura, mas foi derrotada por Sofya Velikaya nas semifinais.